# Розкошівський скарб
Розкошівський скарб — ландшафтний заказник місцевого значення. Оголошений відповідно до Рішення 21 сесії Вінницької обласної ради 7 скликання від 30.06.2017 №402.

## Опис
Територія заказника знаходиться у долині безіменного струмка, що живить притоку Південного Бугу – річку Синичка. Місцевість простягається на 2 кілометри з півночі на південь на північній околиці с. Розкошівка Гайсинського району.
За фізико-географічним районуванням (1968) територія належить до Вінницько-дашівського району області Подільського Побужжя Дністровсько-дніпровської лісостепової провінції лісостепової зони. В тектонічному відношенні територія належить до найбільш припіднятого блоку Українського кристалічного щита. Кристалічні породи залягають неглибоко і виходять на денну поверхню у долинах річок, ярах та балках. Осадову товщу підстилає древня каолінова кора вивітрювання гранітів. Антропогенні і неогенні породи представлені відкладами пісків та лесовидних суглинків. 
Провідну роль у формуванні рельєфу відіграє ерозійна діяльність річок. Густота яружно-балкової мережі 0,5-1 км/км². Територія являє собою плоско хвилясте слабо розчленоване плато.
Клімат помірно-континентальний, вологий. Середня температура січня становить –5,7…–6°C, липня - +18…+19°C, середня річна +6,5…+8°C. Річна кількість опадів становить 570–600 мм. Безморозний період триває 165–175 днів. У ґрунтовому покриві переважають сірі лісові опідзолені ґрунти.
На території заказника є джерела – «Освячене», «Купалівське», «Бджолине».
У заплаві струмка зростає лучно-різнотравно-злакова рослинність – цикорій, звіробій, мати-й-мачуха, хвощ, деревій. З дерев на території проектованого заказника зростають вільха чорна, верба ламка (окремі екземпляри мають вік понад 150 років), тополя чорна, тополя біла, тополя пірамідальна, груша звичайна, ясен високий, клен гостролистий,  в’яз шорсткий, яблуня лісова,  горіх волоський. 
На території проектованого заказника гніздяться такі види птахів: лелека білий, лебідь-шипун, бугай. З хижих птахів помічені яструб, шуліка, крук, сови, сичі.
Із ссавців у цій місцевості зустрічаються заєць, лисиця, видра, ондатра, борсук, їжак. 
Територія має рекреаційне, естетичне, освітньо-виховне, водорегулююче значення. Долина струмка із добре збереженою природною екосистемою відіграє важливу роль у підтриманні екологічного балансу та формуванні екомережі району і області.